# Jacques Nikonoff
Pour les articles homonymes, voir Nikonoff.
 (octobre 2010).
Jacques Nikonoff, né le 27 janvier 1952 à Suresnes, est un haut fonctionnaire et économiste français, administrateur civil à la Caisse des dépôts, professeur associé à l’Institut d’études européennes de l’université Paris-VIII, fondateur du mouvement « Un travail pour chacun » (UTC), membre fondateur de la Fondation Marc-Bloch et de l'association Attac. Il est également le porte-parole du Mouvement politique d’émancipation populaire (M’PEP), puis du Pardem (Parti de la Démondialisation).

## Parcours professionnel et politique
Jacques Nikonoff commence sa carrière professionnelle comme ouvrier pendant une dizaine d’années : d’abord dans l’imprimerie puis dans l’industrie chez Norton à La Courneuve en Seine Saint-Denis comme ouvrier soudeur. Il y exerce des responsabilités de délégué syndical à la CGT (délégué du personnel, du comité d’entreprise, du CHS), puis connaît une période de chômage de plusieurs mois, à la suite d’un licenciement, qu’il met à profit pour engager des études.
Il a habité la cité des 4000 à La Courneuve pendant plus de vingt ans.
La réussite de l’examen spécial d’entrée à l’université pour les non-bacheliers lui permet d’entreprendre des études de sciences de l’éducation à l’université Paris-VIII (Saint-Denis), puis une spécialisation de formation de formateur au Conservatoire national des arts et métiers.
Parallèlement, il oriente son activité professionnelle vers la formation et l’insertion sociale et professionnelle des jeunes en difficulté scolaire, et l’animation d’un comité local pour l’emploi dans une commune de Seine-Saint-Denis (Aulnay-sous-Bois).
Poursuivant ses études à l’Institut d'études politiques de Paris et au Centre de formation du ministère des finances, il est reçu au concours d’entrée à l’École nationale d'administration (ENA), qu’il intègre en 1984. Administrateur civil, affecté, dès sa sortie, à la Caisse des dépôts, plus grande institution financière publique française, il est son représentant aux États-Unis pendant plusieurs années et attaché financier pour le Trésor.
Il a été également directeur de séminaire en économie à l’ENA. Actuellement, il est professeur associé en économie à l’Institut d’études européennes de l’université Paris-VIII.
Il a été membre de la direction du Parti communiste français de 1999 à 2001.
Il est le fondateur du mouvement Un travail pour chacun UTC dont il a été le président pendant plusieurs années. Il est également membre du conseil scientifique d’Attac depuis sa création et président d’Attac de 2003 à 2006.
Bernard Cassen, le premier président fondateur d’Attac France a proposé en avril 2002 Jacques Nikonoff, alors membre de son conseil scientifique, comme successeur lors de la réunion du dit « Collège des fondateurs », lequel a vocation à désigner la majorité des candidats au conseil d'administration de cette association. Jacques Nikonoff, après avoir été élu en décembre 2002 par la majorité de ce conseil ainsi désigné, a de fait codirigé Attac jusqu'en 2006 avec Bernard Cassen qui était resté membre de son bureau.
Cette période de quatre ans s'achève notamment par la démission de Nikonoff et un très large changement de majorité à l'intérieur de l'organisation,.

## Contributions au débat sur les retraites et l'emploi
Il est spécialiste de l'emploi et de la question des retraites, favorable au maintien du système par répartition et totalement opposé aux fonds de pension.
Dans une tribune du Monde datée du 23-24 mai 2005, il prône un nouveau mode de construction européenne, rejetant la structure actuelle dans ses évolutions récentes (ainsi que son approfondissement tel que proposé par le projet de Constitution européenne), et estimant que seuls le couple franco-allemand et le Benelux, « moteur de l'Union », disposent d'une réelle volonté de construction européenne. Il affirme que le Royaume-Uni est principalement atlantiste, laisse entendre que la Grèce, l'Espagne et le Portugal soutiennent l'Union européenne par intérêt économique et critique les dix nouveaux pays adhérents pour leur pro-américanisme.
L'analyse de Jacques Nikonoff est que la Banque mondiale a, la première, sonné la charge contre les systèmes de répartition, systèmes que les « ultralibéraux » veulent détruire. Il note que le signal du départ de cette campagne d’affolement de l’opinion publique a été donné en octobre 1994, dans un document devenu depuis la bannière des « ultralibéraux » dans le monde entier : Banque mondiale, Averting the Old Age Crisis: Policies to Protect the Old and Promote Growth (Prévenir la crise du vieillissement : politiques pour protéger les personnes âgées et promouvoir la croissance).

## Création du M'PEP
Lors d'un congrès fondateur le 24 mai 2008 en Seine-Saint-Denis, Jacques Nikonoff crée avec des militants et anciens militants de partis de gauche, d’associations, de mouvements altermondialistes ou de syndicats le Mouvement politique d’éducation populaire (M’PEP). Ce mouvement affirme se situer entre le parti politique et l'organisme d’éducation populaire.
En 2013, il devient le Mouvement politique d’émancipation populaire. En 2015, il devient un parti politique, le Parti de l’Émancipation du Peuple. Il entend promouvoir « un socialisme pour le XXIe siècle », exigeant par exemple la fin du capitalisme, et prône la sortie de l’UE, de la zone euro et de l’OTAN, sur une ligne comparable à celle de l'Union populaire républicaine de François Asselineau qui elle se place au-delà du clivage gauche-droite ; les deux formations se sont rapprochées au début des années 2010 avant de prendre leur distance[source insuffisante].
Il crée ensuite et préside le Parti de la démondialisation (Pardem).
Aux législatives de 2012, l'organisation présente quelques candidats. Dans la 11e circonscription du Pas-de-Calais, où sont candidats notamment Jean-Luc Mélenchon et Marine Le Pen, elle obtient 0,18 % des voix au premier tour avec Michèle Dessenne[réf. nécessaire].
À ces mêmes législatives de 2012, mais à titre personnel, Jacques Nikonoff appelle à voter au second tour pour Nicolas Dupont-Aignan, opposé à une candidate du parti socialiste dans la 8e circonscription de l'Essonne[source secondaire souhaitée].

## Publications
- Existe-t-il des réservoirs d’emplois ?, Corlet (1996)
- Chômage - nous accusons !, direction d'ouvrage, Arléa (1998)
- La Comédie des fonds de pension, Arléa (1999)
- Pour une économie humaine, ouvrage collectif, Mille et une nuits (2001)
- Vivent les impôts, direction d'ouvrage, Mille et une nuits (2005)
- Constitution européenne : ils se sont dit oui, ouvrage collectif, Mille et une nuits (2005)
- Cette Constitution qui piège l'Europe, ouvrage collectif, Mille et une nuits (2005)
- Sortons de l'euro ! Restituer au peuple la souveraineté monétaire, Mille et une nuits (2011)
- La Confrontation, argumentaire anti-FN, Le Temps des cerises (2012)